# Luigi Di Franco
Luigi Di Franco (Roma, 18 novembre 1918 – ...) è stato un calciatore e allenatore di calcio italiano, di ruolo attaccante.

## Caratteristiche tecniche
Giocava come ala sinistra.

## Carriera

### Club
Dal 1939 al 1941 fu nella rosa del Jedinstvo, una squadra di Belgrado; nella stagione 1941-1942 giocò per lo Jugoslavija. Di Franco debuttò in Serie A nella stagione 1942-1943 con la maglia del Venezia: giocò il suo primo incontro il 6 dicembre 1942 contro il Liguria. Raccolse altre 2 presenze in quella stagione, l'ultima delle quali il 3 gennaio 1943 contro il Bari. Disputò poi il Campionato Alta Italia 1944, giocando 11 delle 12 partite del Legnago in quel torneo. Nel 1945 passò alla Mestrina, in Serie C; ottenuta la promozione, partecipò alla Serie B 1946-1947. Nel 1949 lasciò l'Italia per il Sudamerica, raggiungendo la Colombia: debuttò nella massima serie andina nella stagione 1949, diventando il primo calciatore italiano a giocare in Colombia. Esordì in prima divisione il 4 settembre 1949: in quella stagione e in quella seguente ricoprì il duplice ruolo di giocatore-allenatore.

## Palmarès

### Club

#### Competizioni nazionali
- Serie C: 1

Mestrina: 1945-1946